# Ziviler Friedensdienst
Der Zivile Friedensdienst (ZFD) ist ein Programm für Gewaltprävention und Friedensförderung in Krisen- und Konfliktregionen. Er setzt sich für eine Welt ein, in der Konflikte ohne Gewalt geregelt werden.

## Deutschland
Neun deutsche Friedens- und Entwicklungsorganisationen führen den ZFD gemeinsam mit lokalen Partnerorganisationen durch. Der ZFD wird von der Bundesregierung gefördert. Fachkräfte des ZFD unterstützen Menschen vor Ort langfristig in ihrem Engagement für Dialog, Menschenrechte und Frieden. 2019 arbeiteten mehr als 350 internationale ZFD-Fachkräfte in 45 Ländern.

### Geschichte
1999 reisten die ersten ZFD-Fachkräfte in das ehemalige Jugoslawien, nach Guatemala, Rumänien, Simbabwe und in die palästinensischen Gebiete aus. Seitdem hat sich der ZFD im Kontext der Entwicklungspolitik zu einem Erfolgsmodell für Gewaltprävention und Friedensförderung weltweit entwickelt.
Als in den neunziger Jahren die Kriege im zerfallenden Jugoslawien Europa erschütterten, entstand in Deutschland, zunächst in kirchlichen und zivilgesellschaftlichen Kreisen, die Idee für einen Zivilen Friedensdienst. Ein Diskussionsforum „Ziviler Friedensdienst“ von interessierten Personen und Gruppen erarbeitete ab 1993 das Konzept einer professionellen Friedensarbeit analog den Entwicklungsdiensten und begann 1995 mit der politischen Werbung dafür. Im Jahr 1997 unterzeichneten zahlreiche Persönlichkeiten aus Politik und Kultur eine „Berliner Erklärung für einen Zivilen Friedensdienst in Deutschland“. Ab 1996 konnten regelmäßige Qualifizierungskurse für berufs- und lebenserfahrene Frauen und Männer angeboten werden, an denen bis heute fast 550 Fachkräfte teilnahmen. Unter dem Namen „Konsortium Ziviler Friedensdienst“ begann im selben Jahr auch der beständige Erfahrungs- und Ideenaustausch zwischen den beteiligten Friedensgruppen und den anerkannten Entwicklungsdiensten.
Nach dem Regierungswechsel 1998 konnte die Umsetzung beginnen: Was bis dahin eine bloße Idee war, nahm nun die reale Gestalt eines Gemeinschaftswerks von deutschen Friedens- und Entwicklungsorganisationen und dem Ministerium für wirtschaftliche Zusammenarbeit und Entwicklung (BMZ) an. Rasch stieg mit der öffentlichen Förderung auch die Zahl der Zielregionen, der bewilligten Projekte und der entsandten Fachkräfte. Das Konsortium verwandelte sich von einer gedanklichen Zukunftswerkstatt zu einer operativen Arbeitsplattform der (inzwischen) neun Trägerorganisationen. In diesem Rahmen entstanden erste Fachpublikationen und gemeinsame Standards der Qualifizierungs- und Projektarbeit. Gemeinsam stellten die Mitglieder des Konsortiums sich in den Jahren 2009 bis 2011 einer großen Evaluierung. Daraus ergaben sich Verbesserungsvorschläge, u. a. zur Stärkung der Öffentlichkeitsarbeit, die in einem gemeinsamen Reform-Prozess umgesetzt wurden.
Seit 1999 haben über 1.500 ZFD-Fachkräfte in mehr als 60 Ländern erfolgreich an friedlicher Konfliktbearbeitung mitgewirkt. Aktuell arbeiten mehr als 350 internationale ZFD-Fachkräfte in 45 Ländern. 2021 wurde der ZFD vom BMZ mit rund 55 Millionen Euro gefördert. (Stand: 3. Quartal 2021)
Die Wirksamkeit ziviler Friedensarbeit zeigt sich an Beispielen aus der Praxis: So führte die Aufarbeitung der kriegsbelasteten Vergangenheit in Guatemala dazu, dass im Frühjahr 2016 hochrangige Militärs erstmals wegen Gewaltverbrechen während des Bürgerkriegs vor Gericht zur Rechenschaft gezogen wurden. Im ehemaligen Jugoslawien entstanden aus der Trauma-Arbeit mit Kriegsveteranen Versöhnungsinitiativen; unterstützt vom ZFD arbeiten ehemalige Soldaten dort als Zeitzeugen mit Jugendlichen, damit die grausame Vergangenheit nicht wiederkehrt. In Kolumbien fördern ZFD-Fachkräfte gemeinsam mit lokalen Journalisten eine sensible Medienberichterstattung, die deeskalierend statt konfliktverschärfend wirkt.(Text zur Geschichte: Tilman Evers, Sozialwissenschaftler und Berater im Bereich der Entwicklungspolitik und Konfliktbearbeitung.)

### Konsortium ZFD
Die Trägerorganisationen des ZFD haben sich zum Konsortium Ziviler Friedensdienst zusammengeschlossen. Sie widmen sich unterschiedlichen Aufgaben und bringen vielfältige Erfahrungen, Kompetenzen und Methoden in die Arbeit ein. Die Organisationen verfügen über verschiedene Zugänge zu gesellschaftlichen Gruppen in den Partnerländern. Die Aufgaben des Konsortiums liegen in der inhaltlichen Fortentwicklung des ZFD, im Erfahrungsaustausch, in der Verbesserung administrativer Rahmenbedingungen und der Vertretung gemeinsamer Anliegen gegenüber dem Bundesministerium für wirtschaftliche Zusammenarbeit und Entwicklung (BMZ) und der Öffentlichkeit.
Zum Konsortium ZFD gehören:
- Arbeitsgemeinschaft Dienst für den Frieden (AGDF)
- AGIAMONDO – katholischer Personaldiest für unternationele Zusammenarbeit
- Brot für die Welt – Evangelischer Entwicklungsdienst
- Eirene – Internationaler Christlicher Friedensdienst
- Forum Ziviler Friedensdienst e. V. (forumZFD)
- Deutsche Gesellschaft für Internationale Zusammenarbeit (GIZ) GmbH –
- KURVE Wustrow – Bildungs- und Begegnungsstätte für gewaltfreie Aktion e. V.
- Peace Brigades International (pbi) – nichtstaatliche internationale Friedens- und Menschenrechtsorganisation
- Weltfriedensdienst e. V.

### Arbeitsbereiche
Der ZFD arbeitet grundsätzlich mit lokalen, meist zivilgesellschaftlichen Organisationen zusammen. Im Fokus steht die Entsendung von speziell ausgebildeten Fachkräften, die die lokalen Partnerorganisationen bei ihrer Friedensarbeit unterstützen. ZFD-Fachkräfte sind lebens- und berufserfahrene Männer und Frauen, die über fundiertes Know-how in Ziviler Konfliktbearbeitung verfügen. Sie arbeiten mehrere Jahre im Rahmen des Entwicklungshelfergesetzes (EhfG) vor Ort.
Vor Ort arbeiten Partner und Fachkräfte beispielsweise daran:
- das Vertrauen der Konfliktparteien zu gewinnen
- den Dialog zwischen allen Beteiligten zu fördern
- Feindbilder abzubauen
- Methoden und Konzepte der zivilen Konfliktbearbeitung zu vermitteln
- Konfliktparteien an einen Tisch zu bringen
- die lokale Rechtssicherheit zu stärken
- für Menschenrechte einzutreten
- Opfer von Gewalt psychosozial zu betreuen
- Ehemalige Kämpfer wieder in die Gemeinschaft zu integrieren
- Benachteiligte Gruppen zu stärken, ihre Anliegen vorzubringen
- Journalisten zu sensibilisieren, damit Medienbeiträge Spannungen ab- und nicht aufbauen

Ein entscheidender Vorteil der ZFD-Fachkräfte ist, dass sie als Außenstehende neue Sichtweisen einbringen, die helfen, Friedensprozesse anzustoßen. Diese Stellung erleichtert ihnen den Kontakt zu allen Konfliktparteien. Die Fachkräfte haben allerdings nicht den Anspruch, Konflikte zu lösen. Sie unterstützen ihre lokalen Partner vielmehr dabei, eigene gewaltfreie Wege zu finden und bringen dabei ihr Fachwissen ein.

## Österreich

### Geschichte
Die österreichische Bundesregierung Bundesregierung Kurz II hat sich in ihrem Regierungsprogramm auf die Prüfung eines Zivilen Friedensdienstes verständigt. Ein Entschließungsantrag der grünen Nationalratsabgeordneten Ewa Ernst-Dziedzic und des türkisen Nationalratsabgeordneten Reinhold Lopatka fand eine breite Mehrheit. Die sozialdemokratische Nationalratsabgeordnete Petra Bayr nannte im Wahlkampf 2019 den Zivilen Friedensdienst eine „wichtige Weiterentwicklung unserer Außenpolitik“. Die Arbeit soll analog wie in Deutschland von Profis durchgeführt werden, soll kein Lerndienst sein und unabhängig vom Wehr- und Zivildienst erfolgen.